# فهرس المصطلح

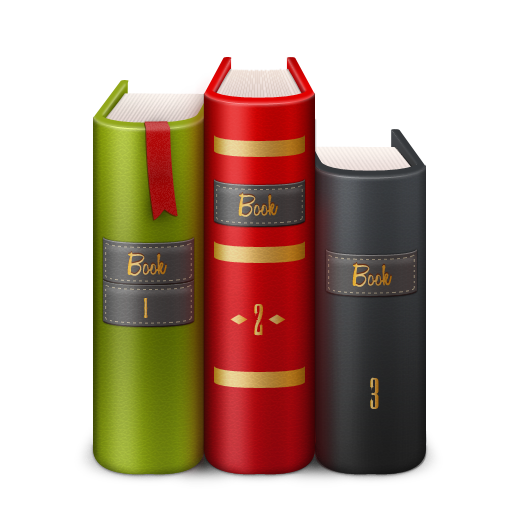
أيقونة الكتاب

في نظام استرجاع المعلومات، يُعد فهرس المصطلح (بالإنجليزية: Index term)‏، المعروف أيضًا باسم موضوع المصطلح أو عنوان الموضوع أو الواصف أو الكلمة الأساسية، مصطلحاً يلتقط جوهر موضوع المستند. تشكل مصطلحات الفهرس مفردات مضبوطة لاستخدامها في التسجيلات الببليوغرافية. كما انها جزء لا يتجزأ من التحكم الببليوغرافي، وهي الوظيفة التي تقوم المكتبات من خلالها بجمع وتنظيم ونشر الوثائق. تُستخدم فهارس المصطلحات ككلمات أساسية لاسترداد الوثائق في نظام المعلومات، على سبيل المثال في الكتالوج أو محرك البحث. وهناك أيضًا شكل شائع للكلمات الأساسية على الويب وهي العلامات (وسم)، والتي يمكن تعيينها مباشرة وتكون مرئية للغير المتخصصين. ويمكن أن تتكون فهارس المصطلحات إما من كلمة أو عبارة أو مصطلح ألفا رقمي. وتُنشئ عن طريق تحليل الوثيقة إما يدوياً عن طريق فهرسة الموضوعات [الإنجليزية]أو آلياً باستخدام فهرسة تلقائية أو أساليب متطورة أكثر لاستخراج الكلمات الأساسية. ويمكن أن تأتي فهارس المصطلحات إما من مجموعة مصطلحات مراقبة أو يمكن تعيينها بحرية.
تخزن الكلمات الأساسية في فهرس البحث. لا يتعامل مع الكلمات الشائعة مثل أدوات التعريف والتنكير (مثل ال) والعطف (و، أو، ولكن) ككلمات رئيسية لأنها غير فعالة. يحتوي كل موقع باللغة الإنجليزية على الإنترنت تقريبًا على المقالة " ال"، وبالتالي لا معنى للبحث عنها. محرك البحث الأكثر شيوعًا، قام جوجل بإزالة كلمات التوقف مثل "ال" من فهارسه لعدة سنوات، ولكن بعد ذلك أعادها، مما جعل أنواعًا معينة من البحث الدقيق ممكنًا مرة أخرى.
صاغ كالفين مورز [الإنجليزية] مصطلح "الوصف الفهرسي" عام 1948، ويُستخدم هذا المصطلح بشكل خاص للإشارة إلى المصطلح المفضل من معجم المرادفات [الإنجليزية].
توفر لغة نظام تنظيم المعرفة البسيط [الإنجليزية] طريقة للتعبير عن فهارس المصطلحات باستخدام إطار وصف الموارد لاستخدامها في سياق الويب الدلالي.

## في محركات البحث على شبكة الإنترنت
صممت معظم محركات بحث الويب للبحث عن الكلمات في أي مكان في المستند — العنوان والجسم وما إلى ذلك. في هذه الحالة، يمكن أن تكون الكلمة الأساسية أي مصطلح موجود داخل المستند. ومع ذلك، تعطى الأولوية للكلمات التي تظهر في العنوان، والكلمات التي تتكرر مرات عديدة، والكلمات التي عُينت بوضوح ككلمات رئيسية داخل الترميز. يمكن تحسين فهارس المصطلحات باستخدام عوامل تشغيل منطقية مثل "و، أو، لا." عادةً ما تكون "و" غير ضرورية كما تستنتجها معظم محركات البحث. سيبحث "أو" عن نتائج بمصطلح بحث واحد أو آخر أو كليهما. يحذف "لا" كلمة أو عبارة من البحث، مما يؤدي إلى التخلص من أي نتائج تتضمنها. يمكن أيضًا تضمين عدة كلمات داخل علامات الاقتباس لتحويل المصطلحات الفردية إلى عبارة محددة في فهرس المصطلحات، وتساعد هذه المعدلات والأساليب جميعها على تحسين مصطلحات البحث وزيادة دقة نتائج البحث.

## كلمات المؤلف
الكلمات الرئيسية للمؤلف هي جزء لا يتجزأ من الأدبيات. توفر العديد من المجلات وقواعد البيانات الوصول إلى فهارس المصطلحات التي وضعها مؤلفو المقالات المعنية. ويحدد مدى الكفاءة لدى المزود مدى جودة فهارس المصطلحات التي وُفرت سواءً من قبل المفهرسين أو المؤلفين. وتعتبر جودة هذين النوعين من فهارس المصطلحات موضوع اهتمام البحث، ولا سيما فيما يتعلق باسترجاع المعلومات. وعمومًا، يواجه المؤلفون صعوبة في تقديم مصطلحات فهرسة تميز وثيقتهم بالنسبة للوثائق الأخرى في قاعدة البيانات.

## أمثلة
- عناوين الموضوعات الكندية [الإنجليزية]
- عناوين موضوعات مكتبة الكونجرس [الإنجليزية]
- نظام فهرسة المواضيع الطبية
- نظام عنوان الموضوع متعدد الخصائص الهيكلية [الإنجليزية]
- ملف تفويض عناوين الموضوعات [الإنجليزية]

## مقالات ذات صلة
- أرشفة
- كثافة الكلمات الرئيسية
- موضوع (وثائق) [الإنجليزية]
- وسم (تصنيف)
- غيمة وسوم